# Stade olympique municipal Gilberto-Mestrinho
Le stade olympique municipal Gilberto-Mestrinho (en portugais : Estádio Olímpico Municipal Gilberto Mestrinho), également surnommé le Gilbertão, est un stade de football brésilien situé dans la ville de Manacapuru, dans l'État de l'Amazonas.
Le stade, doté de 15 000 places, sert d'enceinte à domicile aux équipes de football du Princesa do Solimões Esporte Clube et de l'Operário Esporte Clube.
Le stade porte le nom de Gilberto Mestrinho, industriel, commissaire aux comptes et homme politique, qui fut gouverneur d'Amazonas.

## Histoire
Le premier joueur à avoir inscrit un but au Gilbertão est Antônio de Souza Ferreira, un joueur de la zone rurale de Manacapuru.
Le stade a déjà eu une affluence dépassant les 7 000 personnes, y compris dans les années 1980.